# أسعد سيف
أسعد سيف (من مواليد 23 سبتمبر 1967) هو عالم آثار لبناني وأستاذ مشارك في علم الآثار في الجامعة اللبنانية، وعمل رئيسًا سابقًا للأقسام العلمية ومنسق للبحوث والحفريات الأثرية في لبنان في المديرية العامة للآثار في بيروت.

## السيرة الذاتية
تلقى سيف تعليمه في كلية مونت لا سال في عين سعادة، وقاد سيارة إسعاف الصليب الأحمر خلال الحرب الأهلية اللبنانية ولجأ إلى المتحف الوطني في بيروت عندما تعرض للهجوم في عام 1990. في تلك السنة درس سيف للحصول على درجة البكالوريوس في الآداب والآثار في الجامعة اللبنانية من كلية العلوم الإنسانية - القسم الثاني - الفنار، حيث نال في عام 1995 على ماجستير الآداب في علم الآثار مع أطروحة بعنوان "كتالوج وتحليل مجموعة من فخار ما قبل الفترة الكلاسيكية ينتمي إلى وليد جنبلاط في متحف بيت الدين ".حصل سيف على درجة الدكتوراه في علم الآثار من جامعة باريس 1 - بانتيون سوربون في عام 2010 عن أطروحة بعنوان "الديناميكا المكانية وصناعة فخار الأروقة السورية-الفلسطينية من العصر الحجري الحديث إلى العصر البرونزي الأوسط: حالة عكار. تهدف هذه الأطروحة إلى اقتراح نهج جديد لدراسة أنماط الاستقرار في عكار وإلى شرح العلاقات الثقافية لهذا الإقليم مع سكانه، وكذلك التفاعل بين الإنسان والبيئة في الجزء الجنوبي من السهل من العصر الحجري الحديث إلى العصر البرونزي الأوسط الثاني. وتمحور البحث حول ثلاثة محاور بحثية رئيسية. تناول المحور الأول تحليل مادة السيراميك التي شملها المسح في الجزء الجنوبي من السهل في عامي 1997 _ 1999 لمعرفة الجوانب التكنولوجية والثقافية والتسلسلية لهذه المادة من خلال مثيلاتها ولرسم نموذج للاتصالات الثقافية في جميع أنحاء المنطقة. أما المحور الثاني فقد ركز على البيانات البيئية القديمة من أجل فهم المناخ القديم للمنطقة بشكل عام والسهل بشكل خاص مع الجيومورفولوجيا الخاصة بها خلال الفترات المذكورة. في حين تمحور المحور الثالث استنادًا على استخدام نظم المعلومات الجغرافية على علم الآثار للمناظر الطبيعية مع مراعاة البعد المكاني للسهل لفهم التفاعلات بين المواقع والأراضي بشكل أفضل.
بناءً على طلب خاص من رئيس قسم علم آثار المناظر الطبيعية الدكتور ساندر فان دير ليو في جامعة السوربون، قام سيف بتدريس طلاب ماجستير في تطبيقات نظم المعلومات الجغرافية في علم الآثار في عام 1999. وقد تضمنت هذه المادة تعليم نظريات وطرق تطبيقات علم آثار المناظر الطبيعية من خلال استخدام نظم المعلومات الجغرافية، وتقوم على وإرشاد الطلاب بشكل فردي لاستخدام البرنامج وكيفية تطبيق خوارزميات تحليل نظم المعلومات الجغرافية على مجموعات البيانات المعدة أثناء المحاضرات. عمل سيف في العديد من الحفريات وكان المدير العلمي لأكثر من 20 من الحفريات الحضرية بشكل رئيسي حول بيروت، كما قام بتنسيق ومساعدة العديد من مشاريع البحث العلمي في مجالات متخصصة مثل علم الآثار والزلازل والجيولوجيا في شمال لبنان، إلى جانب التعاون مع مكتب اليونسكو في بيروت والمديرية العامة للآثار.
خلال عمله في المديرية العامة للآثار، قام سيف بتنسيق العديد من مشاريع البحث العلمي بالتعاون مع المركز الوطني اللبناني للبحوث العلمية، وأدار أيضًا مشاريع بحثية أخرى تتناول المسوحات الجيوفيزيائية وإدارة التراث. وقام مؤخراً بتنسيق مشروع يركز على الحفظ الوقائي لموقع بعلبك والآثار فيه من خلال استخدام التقنيات الجديدة وخاصة المسح الضوئي بالليزر من أجل تطوير إستراتيجية متكاملة للتأهب للمخاطر في الموقع. يشغل سيف اثنين من مناصب أستاذ مساعد في جامعتين، ويدرس مادة «تاريخ الهندسة المعمارية» في جامعة نوتردام-اللويزة في ذوق مصبح في قسم الهندسة المعمارية بالتحديد. كما يقوم بتدريس مواد «تكنولوجيا الفخار» و«تاريخ البحوث الأثرية في لبنان» في قسم الآثار بالجامعة اللبنانية.

## العضويات
يشغل أسعد سيف منصب كبير الباحثين الفخريين في معهد الآثار بكلية لندن الجامعية منذ شهر أيلول من العام 2010، وعضو في المدارس الأمريكية للأبحاث الشرقية منذ شباط من العام 2010. وهو كذلك عضو في المجلس الاستشاري التحريري لمجلة حفظ وإدارة المواقع الأثرية (CMAS) البريطانية. كما أنه عضو في المجلس الدولي للمتاحف منذ العام 2004. وبين الأعوام 1998 - 2000 كان عضوًا في اللجنة التوجيهية لتطبيقات الكمبيوتر في علم الآثار (CAA)، وعضوًا في لجنة مكافحة التصحر في لبنان بين عامي 1998 -1999 تحت رعاية وزارة الزراعة.

## المهنة
منذ أيار من العام 1996، كان سيف عالم آثار في المديرية العامة للآثار في وزارة الثقافة اللبنانية. وبين عامي 1999 - 2000 (آب 1999 - شباط 2000) عمل كمدير عام للمديرية العامة للآثار. في كانون الثاني 2007، تم تعيينه مديرًا ومنسقًا للحفريات الأثرية والمشاريع البحثية في لبنان (وزارة الثقافة-المديرية العامة للآثار). وخلال عام 2004، كان مديرًا لوحدة المسح الجيوفيزيائي في وزارة الثقافة-المديرية العامة للآثار. ومنذ عام 2003، عمل مديرًا لإدارة التراث ومنسقًا للحفريات الأثرية في وسط مدينة بيروت. في عام 2003، أصبح سيف منسق التدريب على تكنولوجيا المعلومات لموظفي المديرية العامة للآثار. وبين عامي 2002 -2008 تم تكليفه بمشروع أتمتة المديرية العامة للآثار بالتعاون مع مكتب وزير الدولة لشؤون التنمية الإداري. ومنذ عام 2001  كان مسؤولاً عن خريطة GIS الأثرية للبنان ومنسق الخريطة الأثرية في مدينة صور. بين عامي 2001 -2003، عمل سيف منسقًا ل مشروع CEDRE نيابة عن المديرية العامة للآثار. في عام 2000، أصبح عضواً في اللجنة التي عينها رئيس الوزراء لإعادة هيكلة المديرية العامة للآثار. وبين شهري نيسان 1999 وشباط 2000 كان مسؤولاً أيضاً عن البعثات الأثرية الدولية في المديرية العامة للآثار. في عام 1999، عمل على تمثيل لبنان كمتخصص في التراث الثقافي خلال الدورة الثالثة والعشرين لمكتب التراث العالمي التابع لليونسكو (10 تموز 1999) والدورة الاستثنائية الثالثة للجنة التراث العالمي التابعة لليونسكو في مقر اليونسكو في باريس (12 تموز 1999).  في عام 1999، تم تعيينه عضواً في اللجنة التي عينها وزير الثقافة للإعداد ليوم 14 أيلول لليونسكو في جبيل. وفي عام 1999 كان عضواً في اللجنة التي عينها وزير الثقافة لتقييم المباني التاريخية في بيروت. وفي عام 1999 أيضًا، قام وزير الثقافة بتفويضه لتمثيل المديرية العامة للآثار في ورشة عمل في جامعة دلفت للتكنولوجيا حول خطة إدارة تراث مدينة جبيل بالتعاون مع مركز اليونسكو للتراث العالمي. وبين عامي 1997 - 1998 تم تعيينه مديرًا إقليميًا مشاركًا لقسم إدارة التراث في جنوب لبنان. وبين عامي 1996 - 1997 عين مديرًا إقليميًا مشاركًا لقسم إدارة التراث في شمال لبنان في وزارة الثقافة - المديرية العامة للآثار.

## مهارات الحفاظ على الآثار والخبرة
في عام 2005، عمل أسعد سيف في مهمة استشارية لمشروع متحف قطر الإسلامي  بتكليف من الهيئة الثقافية القطرية. وبين عامي 1992-1994 شغل منصب مدير الموقع لترميم أيقونة كنيسة "l'Eglise de la Mère de Dieu" في دير البلمند في شمال لبنان بالتعاون مع سمير ربيز المهندس المعماري والمرمم المسؤول عن المشروع. ومن عام 1991 إلى عام 1993 شارك في ترميم السيراميك في تل كزل. من عام 1986 إلى عام 1991، عمل سيف مساعدًا للمحافظ الثقافي على الممتلكات الثقافية التي تشمل اللوحات والأيقونات واللوحات الجدارية والفسيفساء والحجر وغيرها مع إيلي عبود الرئيس السابق لقسم أعمال الترميم في المديرية العامة للآثار.

## خبرة التدريس
في عام 2011، قام سيف بتدريس مادة تاريخ الهندسة المعمارية (الجزء الأول) من عصور ما قبل التاريخ وحتى نهاية الفترة الهلنستية في جامعة نوتردام-اللويزة في قسم الهندسة المعمارية في فصل الربيع عام 2011، ومادة الفخار في علم الآثار في الجامعة اللبنانية في كلية العلوم الإنسانية -قسم الآثار، بالإضافة إلى تكنولوجيا الفخار في كلية العلوم الإنسانية في قسم الآثار. في عام 1999 قام سيف بتدريس تطبيقات نظم المعلومات الجغرافية في علم الآثار الطبيعية كمساعد تدريس في حلقتين دراسيتين نظمتا لطلاب الدراسات العليا في جامعة باريس 1 والباحثين في علم الآثار في المركز الوطني للبحوث العلمية في مدينة مونبلييه في فرنسا بالتعاون مع الدكتور زوران ستانسيتش.

## المنشورات
بين عامي 1994 - 1998، انخرط سيف في إعداد العديد من الخرائط الحاسوبية لوزارة السياحة اللبنانية والتي نشرت في العديد من الكتيبات التي حررتها وزارة السياحة. ومن العام 2004 حتى العام 2007، تولى رسم الخرائط وتجميع النصوص والترجمة الإنجليزية وإصدار أربعة عشر كتيبًا سياحيًا يتعلق بالمواقع التراثية الرئيسية في لبنان وهي بعلبك، صور، صيدا، طرابلس، بيت الدين.